# Disney Canada Inc.
Walt Disney Online Studios Canada Inc. (originalmente New Horizons Interactive, depois Club Penguin Entertainment Inc.) foi uma empresa canadiana de jogos eletrónicos e de software, ex-administradora dos jogos Club Penguin, e da sua continuação, Ilha do Club Penguin. Foi fundada em 2005 em Kelowna, Colúmbia Britânica, e juntamente com a RocketSnail Games, administrou e desenvolveu os projetos Penguin Chat 3, e Club Penguin, também desenvolvendo Ilha do Club Penguin. Tornou-se uma subsidiária da The Walt Disney Company depois desta adquirir o Club Penguin em agosto de 2007.

## Projetos

### Cancelados
- Club Penguin Island
- Club Penguin
- Club Penguin: Elite Penguin Force
- Club Penguin: Cart Surfer